# Andreades János
Andreades János (17. század) evangélikus lelkész.
Turóc megyei származású, és a XVII. század szokása szerint apja keresztnevéről kapta vezetéknevét. Nagyturányban, Turóc megyében volt lelkész és egyházmegyei jegyző; az 1681-es soproni országgyűlés után Nógrád megyébe költözött és kálnói lelkész lett, ahol élemedett korában halt meg. Munkája:
Helleborus subscriptionistarum. Az első kiadás pontos nyomdahelye és kiadásának éve nem ismert, szövegét a későbbi kiadásokból ismerjük. E ritka könyvet a pozsonyi rendkívüli ítélőszék elé idéztetett protestáns prédikátorok közül az úgynevezett térítvényesek (reversailistae) ellen írta. Az akkori üldözések ismeretére elengedhetetlenül fontos munka.